# 石聡
石 聡（せき そう、? - 333年）は、五胡十六国時代後趙の人物。漢民族である。

## 生涯
その出自は漢民族であるが、石勒の挙兵に付き従った事により、石姓を賜った。
小野響は『晋書』李矩伝に記載されている石生救援のために郭黙と戦った石勒の養子「悤」を石聡のことであるとして、石勒の養子になっていたとする（『晋書』石勒載記下の同一内容の記事では汲郡内史の石聰＝石聡が派遣されたと記されているため）。
はじめ、汲郡内史に任じられた。
324年、司州刺史石生は東晋の将軍郭誦に敗れて千人余りの兵を失い、敗残兵をかき集めて康城に籠城した。石聡はこれを知ると石生救援に向かい、郭黙軍に攻撃を掛けてこれを破り、男女2千人余りを捕らえた。さらに攻撃して郭黙・李矩を撃ち破った。
325年5月、中山公石虎が4万を率いて洛陽へ進むと、石聡はこれに従軍した。石聡は前趙の前軍将軍劉黒に八特坂で敗れたものの、その後郭黙を撃破して建康へ奔らせた。
326年11月、石聡は寿春に侵攻し、逡遒・阜陵へ進んで5千人余りを殺掠した。建康は大いに震撼し、司徒王導を江寧へ派遣して備えた。蘇峻配下の韓晃が石聡を攻撃すると、石聡は撤退した。
後に奉車都尉に任じられた。
6月、東晋の豫州刺史祖約配下の諸将はみな密かに後趙に使者を送って内応した。これを受け、石聡は石堪と共に淮河を渡ると、寿春を攻めた。7月、石聡らは祖約の軍を壊滅させ、歴陽へと敗走させた。こうして寿春は後趙の勢力圏となり、石聡らは寿春の民2万戸余りを引き連れて帰還した。
11月、石勒が自ら4万の兵を率いて洛陽にいる前趙皇帝劉曜討伐の兵を挙げると、石聡は石堪・豫州刺史桃豹らと共に、各々兵を率いて滎陽で合流した。12月、後趙の諸軍が成皋へと集結すると、劉曜は洛西の南北10里余りに渡って布陣した。石聡は石堪と共に各々精騎8千を率いて城西から北進すると、劉曜軍の前鋒と西陽門で決戦を繰り広げた。この時、石勒自らも閶闔門から出撃し、敵軍を南北から挟撃した。これにより劉曜軍は壊滅し、後趙軍は大勝して5万余りの首級を挙げ、劉曜を捕らえた。
333年7月、石勒が崩御して石弘が即位した。
同月、石聡は歴陽へ侵攻すると、大司馬王導はこれを迎え撃った。この時、石虎の専横により後趙は乱れていたので、石聡は譙郡太守彭彪と共に東晋へ使者を派遣し、降伏を請うた。また、東晋の司馬孔坦と共に上書して後趙征伐を勧めた。これを受け、東晋朝廷は督護喬球に将兵を与えて救援させたが、到着する前に石聡は石虎から攻撃を受け、誅殺されてしまった。